# Лекеник
Лекеник је насељено место и средиште општине у Сисачко-мославачкој жупанији, Хрватска. До нове територијалне организације налазио се у саставу бивше општине Сисак.

## Становништво
На попису становништва 2011. године, општина Лекеник је имала 6.032 становника, од чега у самом Лекенику 1.897.

### Попис2001.
По попису из 2001. године, општина Лекеник је имала 6.170 становника, распоређених у 18 насељених места, од тога је у самом Лекенику живело 1.857 становника.

### Попис1991.
До нове територијалне организације, општина Лекеник се налазила у саставу бивше велике општине Сисак. Национални састав општине Лекеник, по попису из 1991. године је био следећи:
| година пописа | укупно | Хрвати         | Срби        | Југословени | остали      |
| ------------- | ------ | -------------- | ----------- | ----------- | ----------- |
| 1991          | 6.248  | 5.870 (93,95%) | 121 (1,93%) | 67 (1,07%)  | 190 (3,04%) |

### Лекеник (насељено место), национални састав
На попису становништва 1991. године, насељено место Лекеник је имало 1.652 становника, следећег националног састава:
| Попис 1991.‍   | Попис 1991.‍  | Попис 1991.‍ | Попис 1991.‍ | Попис 1991.‍ |
| ------------- | ------------ | ----------- | ----------- | ----------- |
|               |              |             |             |             |
| Хрвати        | Хрвати       |             | 1.547       | 93,64%      |
| Срби          | Срби         |             | 44          | 2,66%       |
| Југословени   | Југословени  |             | 16          | 0,96%       |
| Муслимани     | Муслимани    |             | 14          | 0,84%       |
| Словенци      | Словенци     |             | 3           | 0,18%       |
| Немци         | Немци        |             | 1           | 0,06%       |
| Чеси          | Чеси         |             | 1           | 0,06%       |
| неопредељени  | неопредељени |             | 10          | 0,60%       |
| непознато     | непознато    |             | 16          | 0,96%       |
| укупно: 1.652 |              |             |             |             |